# Ulisse Quadri
Ulisse Quadri, född 1953, är en italiensk amatörastronom.
Minor Planet Center listar honom som U. Quadri och som upptäckare av 1 asteroid.
Asteroiden 10200 Quadri är uppkallad efter honom.

## Asteroider upptäckta av Ulisse Quadri
| 6460 Bassano [A]                         | 26 oktober 1992 |
| Upptäckt tillsammans med: A Luca Strabla |                 |